# Fägata

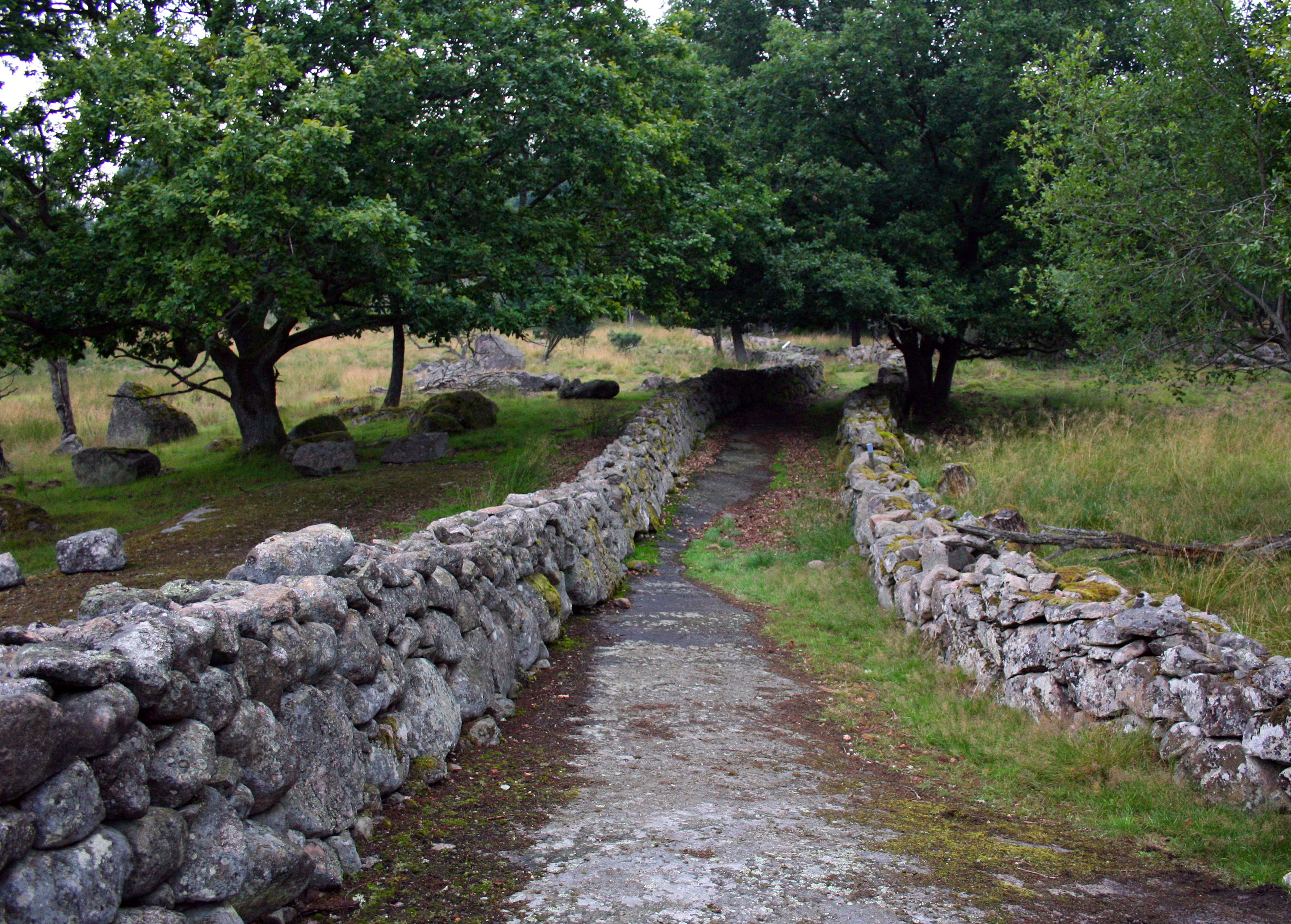
En fägata i Eriksberg i Blekinge.

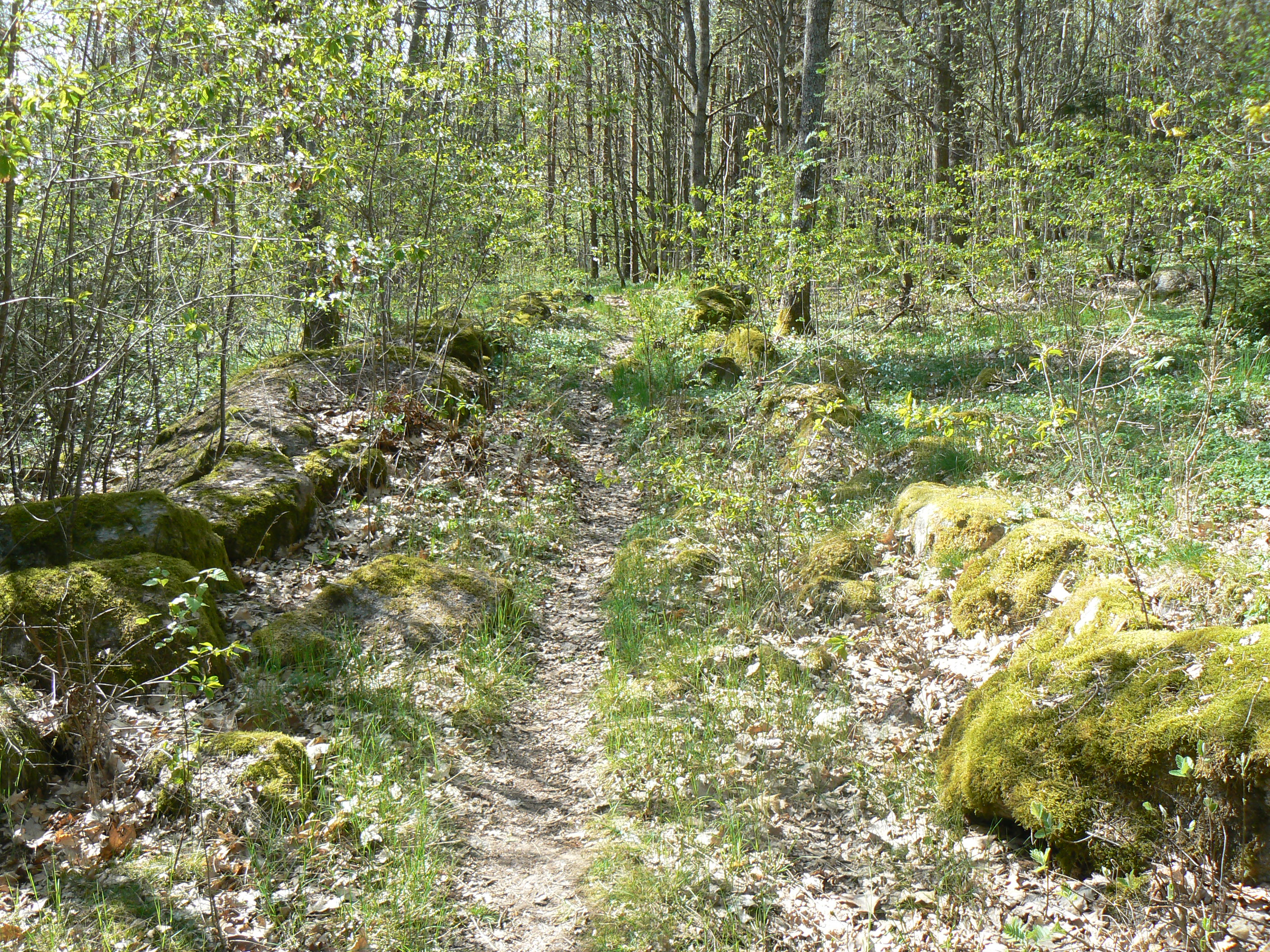
Rester efter en gammal fägata i Vallaskogen, Linköping, Östergötland.

Fägata är en stig avsedd för tamboskap som går mellan byns centrum till betet på utmarken, omgivna av en stengärdsgårdar på ömse sidor.
Under järnåldern och medeltiden låg åkrar och ängar vanligen i direkt anslutning till byn; utanför tog den gemensamma utmarken vid. Här släppte man sina djur på bete. Åkrar och ängar var väl inhägnade. I dag syns dessa inhägnader som stenrader. Genom fägatan kunde man driva eller leda djuren från bykärnan till utmarken.
Många fägator är i dag i dåligt skick. Markägare kan få stöd av EU, i Sverige genom respektive länsstyrelse, till att rusta upp fägatorna.